# Čao Kche-č’
Čao Kche-č' (čínsky pchin-jinem Zhào Kèzhì, znaky zjednodušené 赵克志; * 28. prosince 1953) je čínský politik, v letech 2017–2022 ministr veřejné bezpečnosti Čínské lidové republiky a od roku 2018 státní poradce ve druhé Li Kche-čchiangově vládě. Spolu s Kuo Šeng-kchunem stojí v čele čínského bezpečnostního aparátu a sehrál klíčovou roli při recentralizaci Čínské lidové ozbrojené policie a Čínské pobřežní stráže a jejich převedení zpět pod kontrolu Ústřední vojenské komise a Si Ťin-pchingovo vedení.
Svou kariéru začal v rodné provincii Šan-tung, kde dosáhl postu viceguvernéra. Poté byl viceguvernérem Ťiang-su, následně guvernérem a stranickým tajemníkem Kuej-čou a posléze stranickým tajemníkem Che-peje.
Byl členem 18. a 19. ústředního výboru Komunistické strany Číny.

## Životopis

### Mládí a raná kariéra
Čao se narodil roku 1953 v Laj-si, okresu spadajícím pod město Čching-tao v provincii Šan-tung. V roce 1973, ještě ve svých 19 letech, začal pracovat jako středoškolský učitel, což mohlo být důsledkem rodinné protekce před kulturní revolucí. Do Komunistické strany Číny vstoupil v roce 1975 a postupně stoupal ve stranické hierarchii. V roce 1984 se stal starostou a zástupcem stranického tajemníka ve svém rodném Laj-si, poté byl od roku 1987 obdobně starostou a zástupcem stranického tajemníka městského obvodu Ťi-mo, součásti Čching-taa. V roce 1989 se stal tamějším stranickým tajemníkem, přičemž na tomto postu setrval do roku 1991.
Dalšího povýšení se dočkal v roce 1997, když se stal tajemníkem Komunistické strany Číny ve městě Te-čou a poté znovu v roce 2001, když byl jmenován viceguvernérem provincie Šan-tung. V roce 2006 byl přeložen do Ťiang-su, kde taktéž působil jako viceguvernér a to až do roku 2010.

### Kuej-čou a Che-pej
Velký kariérní postup zaznamenal v letech 2010–2012, kdy zastával post guvernéra Kuej-čou. Ačkoliv se jedná o historicky chudší provincii v čínském vnitrozemí, je s ní spojena řada loajalistů Si Ťin-pchinga, jako Li Čan-šu, Čchen Min-er, Čchen I-sin a Čchen Kang. Od roku 2012 byl také tajemníkem provinčního stranického výboru v Kuej-čou, přičemž krátce zároveň zastával post guvernéra i stranického tajemníka. Na postu guvernéra jej na konci roku 2012 vystřídal Čchen Min-er. Na XVIII. sjezdu Komunistické strany Číny v roce 2012 byl zvolen členem 18. ústředního výboru.
V roce 2015 byl jmenován tajemníkem výboru Komunistické strany Číny v provincii Che-pej, kde vystřídal Čou Pen-šuna, který byl zbaven funkce během protikorupční čistky a později vyloučen ze strany.

### Vládní působení
1. listopadu, krátce po XIX. sjezdu Komunistické strany Číny, se stal stranickým tajemníkem Ministerstva veřejné bezpečnosti. Následně, 4. listopadu 2017, byl jmenován 14. ministrem veřejné bezpečnosti Čínské lidové republiky, přičemž ve funkci nahradil Kuo Šeng-kchuna. Na XIX. sjezdu byl znovuzvolen členem 19. ústředního výboru strany.
19. března 2018 byl opětovně jmenován ministrem veřejné bezpečnosti a nově také státním poradcem ve druhé Li Kche-čchiangově vládě. V lednu 2019 se vyjádřil, že Ministerstvo veřejné bezpečnosti musí být na pozoru před jakoukoliv „barevnou revolucí“ a že policie musí „klást důraz na prevenci a odolnost vůči barevným revolucím a rozhodně bojovat za ochranu politické bezpečnosti Číny“. Vedle Kuo Šeng-kchuna, tajemníka politické a právní komise ústředního výboru Komunistické strany Číny, je Čao Ke-čchi druhým nejvýše postaveným politikem v čele čínského bezpečnostního aparátu.
Čao Ke-čchi také sehrál klíčovou roli při recentralizaci Čínské lidové ozbrojené policie a Čínské pobřežní stráže a jejich převedení zpět pod kontrolu Ústřední vojenské komise a Si Ťin-pchingovo vedení.
24. června 2022 jej na postu ministra vnitřní bezpečnosti vystřídal Wang Siao-chung.